# Ovidiu Stîngă
Ovidiu Stîngă (Craiova, 5 de dezembro de 1972) é um ex-futebolista romeno.

## Carreira
Membro da delegação da Seleção Romena na Copa de 1994, Stîngă também disputou a Eurocopa de 1996 e a Copa de 1998, abandonou a carreira em 2007.